# 17세의 조건
《17세의 조건》은 SBS에서 2019년 8월 5일부터 2019년 8월 6일까지 방영된 SBS 특집드라마이다.

## 줄거리
애도 어른도 아닌 나이 17세. 그들의 아픔과 성장을 그린 드라마.

## 등장 인물

### 주요 인물
- 윤찬영 : 고민재 역 - 약진고 2학년, 문과. 공부는 상위권. 내성적, 말수도 적고 예민한 편.
- 박시은 : 안서연 역 - 약진고 2학년. 문과...이긴 하나 음대 지망. 피아노를 친다.

### 그 외 인물
- 서정연 : 정경 역 - 민재의 어머니. 주부. 남편이 다니던 공기업이 서울에서 대구로 이전하는 바람에 서울에서 민재와 함께 지내고 있다.
- 이항나 : 이해영 역 - 서연의 어머니. 주부. 2년 전 남편과 이혼하여 서연과 둘이 살고 있다.
- 백승환 : 강기현 역 - 민재의 같은 반 친구. 학생회 활동 중.
- 박세현 : 전유리 역 - 서연의 같은 반 친구. 중학생 때부터 민재의 친구 기현을 좋아했었다.
- 최대훈 : 최수완 역 - 대치동에서 잘 나가는 수학 과외선생.
- 강서하 : 화학교사 역
- 오동민 : 민재 담임 역
- 김종태 : 민재의 아버지 역
- 정희태 : 서연의 아버지 역
- 손광업 : 정경이 만나는 남자 역
- 박성근 : 해영이 만나는 남자 역
- 백지원 : 산부인과 의사 역
- 허형규 : 서연과 만나려 했던 조건만남 상대 역
- 정찬비 : 한주미 역 - 서연의 아버지가 재혼하는 여자의 딸

## 시청률
최저 시청률과 최고 시청률은 시청률 조사회사와 지역별로 시청률에 차이가 있을 수 있습니다.
| 2019년 | 2019년  | 2019년         | 2019년         | 2019년       |
| 회차   | 방송일  | TNmS 시청률    | AGB 시청률     | AGB 시청률   |
| 회차   | 방송일  | 대한민국(전국) | 대한민국(전국) | 서울(수도권) |
| ------ | ------- | -------------- | -------------- | ------------ |
| 제1회  | 8월 5일 | %              | 2.9%           | %            |
| 제1회  | 8월 5일 | %              | 2.8%           | %            |
| 제2회  | 8월 6일 | %              | 2.7%           | %            |
| 제2회  | 8월 6일 | %              | 3.0%           | %            |

## 동시간대 드라마
- KBS 월화 미니시리즈
- 《너의 노래를 들려줘》(2019년 8월 5일 ~2019년 9월 24일 )
- MBC 월화 미니시리즈
- 《웰컴 2 라이프》(2019년 8월 5일 ~ )

## 수상 및 후보
| 연도 | 시상식                    | 부문             | 수상작(자)  | 결과 |
| ---- | ------------------------- | ---------------- | ----------- | ---- |
| 2019 | SBS 연기대상              | 청소년 연기상    | 윤찬영      | 수상 |
| 2020 | 제15회 서울 드라마 어워즈 | 단편 우수 작품상 | 17세의 조건 | 수상 |
| 2020 | 제15회 서울 드라마 어워즈 | 연출상           | 조영민      | 후보 |
| 2020 | 제15회 서울 드라마 어워즈 | 여자 연기자상    | 박시은      | 후보 |

## 같이 보기
- 대한민국의 텔레비전 드라마 목록 (ㅊ)
- 2019년 대한민국의 텔레비전 드라마 목록